# Raphael resinphónico World Tour
Raphael Resinphónico World Tour es una gira musical del cantante español Raphael, una continuación del proyecto artístico Raphael Sinphónico de año 2015, con el que también promovió por varias ciudades del mundo. 
Incluso, lo llevó a presentarse en el Festival de Viña, en su edición 2019. 
Este es un proyecto único en su larga carrera —se comprende más de cincuenta y siete años sobre el escenario—en el que el artista interpreta en clave sinfónica una buena muestra de su apabullante colección de éxitos mezclados con sonidos idealmente innovadores de tonos de música electrónica.

## Recepción
El intérprete español, Raphael, anunció el lanzamiento de su álbum: Raphael Resinphónico en septiembre del 2018, por las distintas redes sociales. En un teaser oficial el artista asegura:

«La palabra cambio yo no la soporto. Yo evoluciono hasta donde me dejen [...]. Yo lo que más quiero, por supuesto, es el público; el público me tiene que ver siempre innovando. Espero que pueda decir que he grabado aquí el mejor disco de mi historia»
Raphael

EL artista estuvo girando en el 2019 por Francia, Rusia, Estados Unidos y Reino Unido.
En ese sentido, Raphael aparece con una imagen renovadora e innovadora para su público. Raphael promete shows de calidad con orquestas sinfónicas de talla internacional, que despierta el interés por la prensa mundial por sus proyectos musicales.
La mayoría de los conciertos programados desde marzo de 2020 fueron aplazados o cancelados por la Pandemia del Coronavirus.
El cantante creó polémica en la sociedad española por los dos conciertos ofrecidos en Madrid el 20 y 21 de diciembre en el WiZink Center, debido a que en España los casos de COVID-19 estaban aumentando. Según autoridades como Isabel Díaz Ayuso, la Presidenta de la Comunidad Autónoma de Madrid, el recinto cumplió con estrictos protocolos de bio-seguridad para los más de 10.000 espectadores que celebraron, junto al cantante, 60 años de su carrera artística sobre los escenarios.

### Setlist 2019 (Europa)
1. “Infinitos Bailes”
2. “Igual (Loco Por Cantar)”
3. “Aunque a Veces Duela”
4. “Inmensidad”
5. “No Vuelvas”
6. ”Digan Lo Que Digan”
7. “Mi Gran Noche”
8. “Los Hombres Lloran También”
9. “Volveré a Nacer”
10. “Ahora”
11. “Provocación”
12. “La Noche”
13. “Volver, Volver”
14. “Malena”
15. “Yo Sigo Siendo Aquel”
16. “Estuve Enamorado”
17. “A Que No Te Vas"
18. “Sí Pero No”
19. “Por Una Tontería”
20. ”Adoro”
21. “El Tamborilero”
22. “Cuando Tú No Estás”
23. “Estar Enamorado”
24. “Gracias A La Vida”
25. “Que Nadie Sepa Mi Sufrir”
26. “Ven A Mi Casa Esta Navidad”
27. “La Quiero A Morir”
28. “En Carne Viva”
29. “Ámame”
30. “Que Sabe Nadie”
31. “Yo Soy Aquel"
32. “Escándalo”
33. “Como Yo Te Amo”
34. “A Mi Manera"

## Fechas de la gira
| Fecha                    | Ciudad                  | País                 | Recinto                               |
| ------------------------ | ----------------------- | -------------------- | ------------------------------------- |
| Europa                   |                         |                      |                                       |
| 10 de diciembre de 2018  | Cádiz                   | España               | Gran Teatro Falla                     |
| 11 de diciembre de 2018  | Cádiz                   | España               | Gran Teatro Falla                     |
| 17 de diciembre de 2018  | Madrid                  | España               | Teatro Real                           |
| América                  |                         |                      |                                       |
| 15 de febrero de 2019    | Miami                   | Estados Unidos       | James L. Knight Center                |
| 25 de febrero de 2019    | Viña del Mar            | Chile                | Anfiteatro Quinta Vergara             |
| Europa                   |                         |                      |                                       |
| 10 de marzo de 2019      | París                   | Francia              | Olympia de París                      |
| 21 de marzo de 2019      | San Petersburgo         | Rusia                | Lensovet Palace of Culture            |
| 10 de abril de 2019      | Moscú                   | Rusia                | International House of Music          |
| 3 de mayo de 2019        | Castellón               | España               | Plaza de toros de Castellón           |
| 17 de mayo de 2019       | Almería                 | España               | Plaza de toros de Almería             |
| 25 de mayo de 2019       | Palencia                | España               | Pabellón Municipal de Palencia        |
| 12 de junio de 2019      | Valencia                | España               | Palacio de las Artes                  |
| 13 de junio de 2019      | Valencia                | España               | Palacio de las Artes                  |
| 14 de junio de 2019      | Valencia                | España               | Palacio de las Artes                  |
| 15 de junio de 2019      | Valencia                | España               | Palacio de las Artes                  |
| 28 de junio de 2019      | Fuentes de Andalucía    | España               | Castillo de la Monclova               |
| 29 de junio de 2019      | Linares                 | España               | Plaza de Toros de Linares             |
| 4 de julio de 2019       | Londres                 | Reino Unido          | Royal Albert Hall                     |
| 11 de julio de 2019      | Palos de la Frontera    | España               | Foro Iberoamericano de La Rábida      |
| 18 de julio de 2019      | Gijón                   | España               | Gijón Life                            |
| 20 de julio de 2019      | Alicante                | España               | Plaza de Toros de Alicante            |
| 26 de julio de 2019      | Chiclana de la Frontera | España               | Concert Music Festival                |
| 27 de julio de 2019      | Marbella                | España               | Starlite Festival                     |
| 14 de septiembre de 2019 | Córdoba                 | España               | Teatro de la Axerquía                 |
| 18 de septiembre de 2019 | Palma de Mallorca       | España               | Auditorium de Palma                   |
| 21 de septiembre de 2019 | Zaragoza                | España               | Pabellón Príncipe Felipe              |
| 27 de septiembre de 2019 | Murcia                  | España               | Plaza de toros de La Condomina        |
| 29 de septiembre de 2019 | Mérida                  | España               | Teatro Romano de Mérida               |
| 4 de octubre de 2019     | Logroño                 | España               | Riojaforum                            |
| 5 de octubre de 2019     | Bilbao                  | España               | Bilbao Arena                          |
| América                  |                         |                      |                                       |
| 8 de octubre de 2019     | Nueva York              | Estados Unidos       | Carnegie Hall                         |
| 9 de octubre de 2019     | Nueva York              | Estados Unidos       | Carnegie Hall                         |
| 12 de octubre de 2019    | San Juan                | Puerto Rico          | Coliseo de Puerto Rico                |
| 15 de octubre de 2019    | Santo Domingo           | República Dominicana | Teatro La Fiesta                      |
| 16 de octubre de 2019    | Santo Domingo           | República Dominicana | Teatro La Fiesta                      |
| Europa                   |                         |                      |                                       |
| 25 de octubre de 2019    | San Sebastián           | España               | Centro Kursaal Elkargunea             |
| 26 de octubre de 2019    | San Sebastián           | España               | Centro Kursaal Elkargunea             |
| 9 de noviembre de 2019   | Barcelona               | España               | Palau Sant Jordi                      |
| 16 de noviembre de 2019  | La Coruña               | España               | Coliseum da Coruña                    |
| 21 de noviembre de 2019  | Sevilla                 | España               | Fibes                                 |
| 22 de noviembre de 2019  | Sevilla                 | España               | Fibes                                 |
| 23 de noviembre de 2019  | Sevilla                 | España               | Fibes                                 |
| 24 de noviembre de 2019  | Sevilla                 | España               | Fibes                                 |
| 29 de noviembre de 2019  | Málaga                  | España               | Palacio de los Deportes               |
| 30 de noviembre de 2019  | Granada                 | España               | Palacio de los Deportes Granada       |
| 13 de diciembre de 2019  | Gran Canaria            | España               |                                       |
| 14 de diciembre de 2019  | Tenerife                | España               | Dársena de Los Llanos                 |
| 19 de diciembre de 2019  | Madrid                  | España               | WiZink Center                         |
| 20 de diciembre de 2019  | Madrid                  | España               | WiZink Center                         |
| América                  |                         |                      |                                       |
| 26 de febrero de 2020    | Puebla                  | México               | Auditorio GNP Seguros                 |
| 28 de febrero de 2020    | Ciudad de México        | México               | Auditorio Nacional                    |
| 5 de marzo de 2020       | Monterrey               | México               | Auditorio citiBanamex                 |
| 7 de marzo de 2020       | Guadalajara             | México               | Auditorio Telmex                      |
| América                  |                         |                      |                                       |
| 13 de junio de 2020      | San José                | Costa Rica           | Teatro Popular Melico Salazar         |
| 14 de junio de 2020      | San José                | Costa Rica           | Teatro Popular Melico Salazar         |
| 24 de junio de 2020      | Medellín                | Colombia             | Teatro de la Universidad de Medellín  |
| 26 de junio de 2020      | Cali                    | Colombia             | Teatro Municipal Enrique Buenaventura |
| 29 de junio de 2020      | Lima                    | Perú                 | Gran Teatro Nacional                  |
| 30 de junio de 2020      | Lima                    | Perú                 | Gran Teatro Nacional                  |
| 1 de julio de 2020       | Lima                    | Perú                 | Gran Teatro Nacional                  |
| Europa                   |                         |                      |                                       |
| 11 de julio de 2020      | Marbella                | España               | Auditorio Starlite                    |
| América                  |                         |                      |                                       |
| 30 de agosto de 2020     | Quito                   | Ecuador              | Teatro Nacional                       |
| 4 de septiembre de 2020  | Mostazal                | Chile                | Gran Arena Monticello                 |
| 5 de septiembre de 2020  | Santiago de Chile       | Chile                | Movistar Arena                        |
| 22 de enero de 2021      | Mérida                  | México               | Teatro La Isla                        |
| 23 de enero de 2021      | Cancún                  | México               | Plaza de Toros de Cancún              |
| 25 de enero de 2021      | Tuxtla Gutiérrez        | México               | Teatro Emilio Rabasa                  |
| 26 de enero de 2021      | Villahermosa            | México               | Teatro Esperanza Iris                 |
| 28 de enero de 2021      | Orizaba                 | México               | Auditorio Metropolitano               |
| 30 de enero de 2021      | Xalapa                  | México               | Gimnasio de la USBI                   |
| 2 de febrero de 2021     | Mexicali                | México               | Teatro del Estado                     |
| 3 de febrero de 2021     | Tijuana                 | México               | El Foro                               |
| 5 de febrero de 2021     | Ciudad Juárez           | México               | Centro Cultural Paso del Norte        |
| 6 de febrero de 2021     | Chihuahua               | México               | Teatro de los Héroes                  |
| 12 de febrero de 2021    | Morelia                 | México               | Teatro Morelos                        |
| 13 de febrero de 2021    | Toluca                  | México               | Teatro Morelos                        |
| 22 de mayo de 2021       | Bogotá                  | Colombia             | Movistar Arena                        |
| Europa                   |                         |                      |                                       |
| 13 de junio de 2021      | Barcelona               | España               | Jardines de Pedralbes                 |
| Latinoamérica            |                         |                      |                                       |
| 10 de marzo de 2022      | Bogotá                  | Colombia             | Movistar Arena                        |
| 13 de marzo de 2022      | Quito                   | Ecuador              | Coliseo General Rumiñahui             |
| 18 de marzo de 2022      | Mostazal                | Chile                | Gran Arena Monticello                 |
| 22 de marzo de 2022      | Montevideo              | Uruguay              | Antel Arena                           |
| 26 de marzo de 2022      | Santiago                | Chile                | Movistar Arena                        |

- Se irán agregando más fechas cada que la agencia musical lo confirme.

## Conciertos Cancelados y Reprogramados
| Fecha                    | Ciudad           | País       | Recinto                        | Motivo                                                           |
| ------------------------ | ---------------- | ---------- | ------------------------------ | ---------------------------------------------------------------- |
| Europa                   |                  |            |                                |                                                                  |
| 23 de marzo de 2019      | Moscú            | Rusia      | International House of Music   | Reprogramado por disfonía (10 abril)                             |
| América                  |                  |            |                                |                                                                  |
| 13 de marzo de 2020      | Bogotá           | Colombia   | Movistar Arena                 | Reprogramado por pandemia de COVID-19 (29 agosto).               |
| 14 de marzo de 2020      | Quito            | Ecuador    | Teatro Nacional                | Reprogramado por pandemia de COVID-19 (30 agosto).               |
| 24 de abril de 2020      | Mérida           | México     | Teatro La Isla                 | Reprogramado por pandemia de COVID-19 (22 de enero de 2021)      |
| 25 de abril de 2020      | Cancún           | México     | Plaza de Toros de Cancún       | Reprogramado por pandemia de COVID-19 (23 de enero de 2021)      |
| 28 de abril de 2020      | Tuxtla Gutiérrez | México     | Teatro Emilio Rabasa           | Reprogramado por pandemia de COVID-19 (25 de enero de 2021)      |
| 29 de abril de 2020      | Villahermosa     | México     | Teatro Esperanza Iris          | Reprogramado por pandemia de COVID-19 (26 de enero de 2021)      |
| 1 de mayo de 2020        | Mexicali         | México     | Teatro del Estado              | Reprogramado por pandemia de COVID-19 (2 de febrero de 2021)     |
| 2 de mayo de 2020        | Tijuana          | México     | El Foro                        | Reprogramado por pandemia de COVID-19 (3 de febrero de 2021)     |
| 5 de mayo de 2020        | Morelia          | México     | Teatro Morelos                 | Reprogramado por pandemia de COVID-19 (12 de febrero de 2021)    |
| 9 de mayo de 2020        | Xalapa           | México     | Gimnasio de la USBI            | Reprogramado por pandemia de COVID-19 (30 de enero de 2021)      |
| 11 de mayo de 2020       | Chihuahua        | México     | Teatro de los Héroes           | Reprogramado por pandemia de COVID-19 (6 de febrero de 2021)     |
| 13 de mayo de 2020       | Ciudad Juárez    | México     | Centro Cultural Paso del Norte | Reprogramado por pandemia de COVID-19 (5 de febrero de 2021)     |
| 16 de mayo de 2020       | Toluca           | México     | Teatro Morelos                 | Reprogramado por pandemia de COVID-19 (13 de febrero de 2021)    |
| Europa                   |                  |            |                                |                                                                  |
| 7 de junio de 2020       | Barcelona        | España     | Jardines de Pedralbes          | Reprogramado por pandemia de COVID-19 (13 de junio de 2021)      |
| América                  |                  |            |                                |                                                                  |
| 29 de agosto de 2020     | Bogotá           | Colombia   | Movistar Arena                 | Reprogramado por pandemia de COVID-19 (22 de mayo de 2021)       |
| 13 y 14 de junio de 2020 | San José         | Costa Rica | Teatro Popular Melico Salazar  | Reprogramado por pandemia de COVID-19 (29 y 30 de abril de 2022) |